# Cheliuskinets (Rusia)
Cheliuskinets (del ruso: Челюскинец) es un jútor del raión de Briujovétskaya del krai de Krasnodar en el sur de Rusia. Está situado 30 km al este de Briujovétskaya y 95 km al noroeste de Krasnodar, la capital del krai. Pertenece al municipio Novodzherelíevskoye. Tenía 924 habitantes en 2010